# Poliosia pulverosa
Poliosia pulverosa là một loài bướm đêm thuộc phân họ Arctiinae, họ Erebidae.